# 哥纳香
哥纳香（学名：Goniothalamus chinensis）是番荔枝科哥纳香属的植物，为中国的特有植物。分布于中国大陆的广西、广东等地，生长于海拔1,500米的地区，见于低海拔山地林中，目前尚未由人工引种栽培。

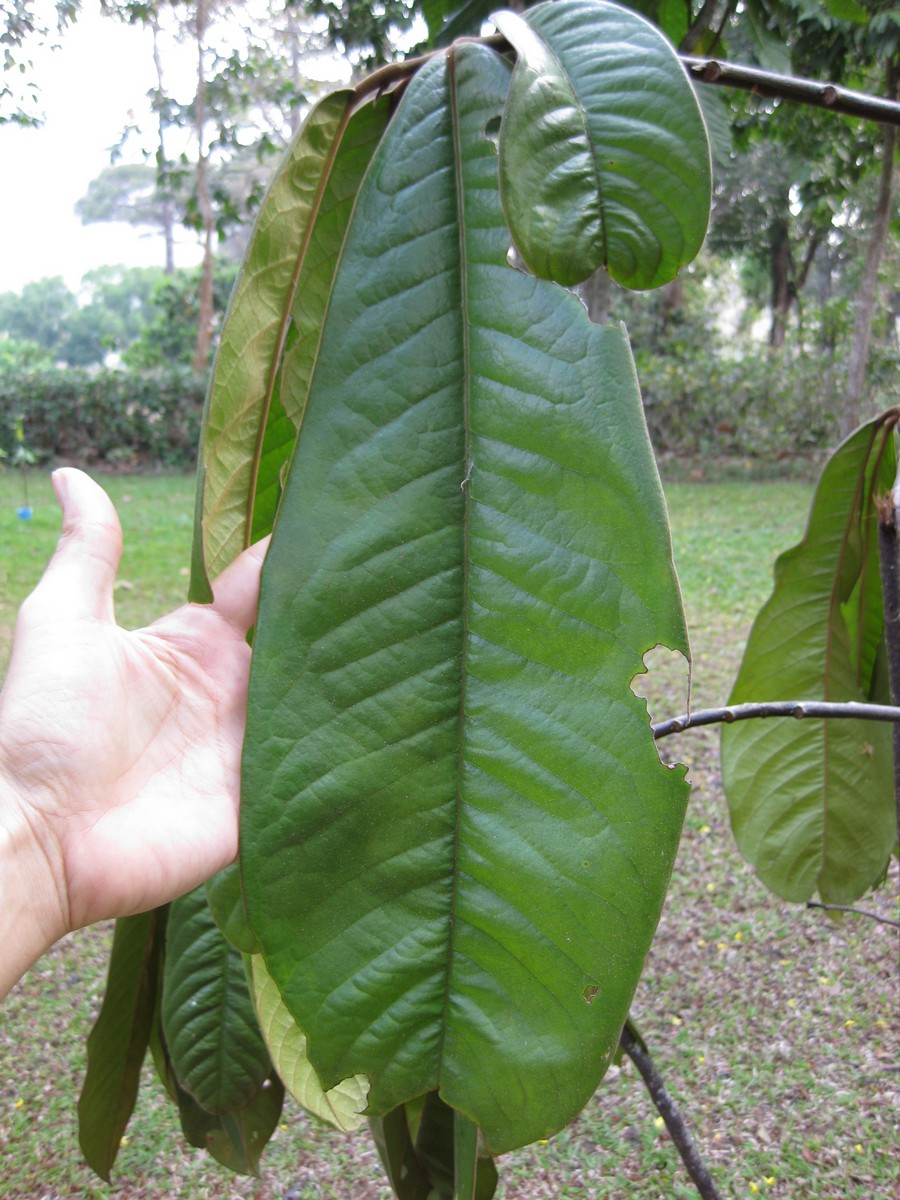